# William Broad
Pour les articles homonymes, voir William Broad (chanteur) et Broad.
William J. Broad, né le 7 mars 1951, est un journaliste scientifique américain, auteur et rédacteur principal au New York Times.

## Formation et carrière
Il obtient en 1977  un master de l'université du Wisconsin.
Broad est auteur ou co-auteur de huit livres, parmi lesquels Germs: Biological Weapons and America's Secret War (Simon & Schuster, 2001) qui a figuré en tête de liste des New York Time Best Sellers. Ses autres ouvrages notables sont  La Souris truquée (co-écrit avec Nicholas Wade, Simon & Schuster, 1982), Teller's War: The Top-Secret Story Behind the Star Wars Deception (Simon & Schuster, 1992), The Universe Below: Discovering the Secrets of the Deep Sea (Simon & Schuster, 1997) et The Science of Yoga: The Risks and the Rewards (Simon & Schuster, 2012). Ses livres ont été traduits dans plus d'une douzaine de langues. Ses travaux portent sur les répercussions sociales de la science.
En 2009, fait l'objet de critiques de la part de représentants de l'industrie de la pêche néo-zélandaise, pour un article sur la soutenabilité de la pêche du hoki (grenadier bleu).
En 2012, les milieux américains du yoga lui adressent, par la voix de leurs principaux leaders, de vives critiques pour avoir écrit que le yoga pouvait avoir des effets néfastes sur la santé. Mark Stephens fait paraître un article en réponse dans la revue Elephant Journal .

## Récompenses
Broad a remporté deux prix Pulitzer partagés, un prix Emmy et un prix Alfred I. duPont-Columbia University . Le prix Pulitzer du journalisme explicatif de 1986 a reconnu la couverture du personnel du New York Times sur la défense antimissile américaine dans l'espace, ou Star Wars : "une série complète en six parties sur l'Initiative de défense stratégique, qui a exploré les problèmes scientifiques, politiques et de politique étrangère en jeu dans les ' Guerres des étoiles'." . Le prix Pulitzer 1987 du reportage national récompense la couverture par le personnel du New York Times de la  catastrophe de la navette spatiale Challenger : « les suites de l'explosion de Challenger, qui incluaient des histoires qui identifiaient de graves défauts dans la conception de la navette et dans l'administration du programme spatial américain ». En 2002, Broad remporte l'Emmy pour un documentaire de PBS Nova détaillant la menace du bioterrorisme, basé sur son livre à succès Germs . En 2005, lui et son collègue du New York Times , David E. Sanger, sont  finalistes du Pulitzer dans la catégorie Rapports explicatifs pour leurs reportages agressifs et leurs écrits lucides qui mettent en lumière le processus obscur de la prolifération nucléaire ". En 2007, il partage avec l'équipe du New York Times, Investigation Discovery et Canadian Broadcasting Corporation, un DuPont Award de la Columbia University Graduate School of Journalism pour le documentaire Nuclear Jihad : Can Terrorists Get the Bomb ? .

## Publications
- (en) The Publishing Game: Getting More for Less[9]
- (en) avec  Nicholas Wade, Betrayers of the Truth: Fraud and Deceit in the Halls of Science.  New York: Simon & Schuster, 1982.  (ISBN 0-671-49549-6).
- (en) Star Warriors : A Penetrating Look into the Lives of the Young Scientists Behind Our Space Age Weaponry, Simon & Schuster, NY (1985)  (ISBN 0-671-54566-3).
- (en) Teller's War: The Top-Secret Story Behind the Star Wars Deception, Simon & Schuster, NY (1992)  (ISBN 0-671-70106-1).
- (en) The Universe Below (1997) New York: Simon & Schuster.  (ISBN 0-684-81108-1) Also  (ISBN 978-0-684-81108-6)
- (en) The Oracle: The Lost Secrets and Hidden Messages of Ancient Delphi (2006). New York: Penguin Press.  (ISBN 1-59420-081-5)  Also  (ISBN 978-1-59420-081-6)
- (en) The Science of Yoga: The Risks and the Rewards (2012). New York: Simon & Schuster.  (ISBN 978-1-4516-4142-4)

### Commentaires
- (en) Scott, « Review of 'The Oracle' », The Rose+Croix Journal,‎ 2006, p. 139–140 (lire en ligne [archive du 17 juillet 2006])
- (en) Schrank, « American Yoga: The Shaping of Modern Body Culture in the United States », American Studies, vol. 53, no 1,‎ 2014, p. 169–182 (DOI 10.1353/ams.2014.0021, lire en ligne)